# Franciszek Przystał
Franciszek Przystał (ur. 5 października 1884 w Tłuczani, zm. 1 lutego 1962 w Krakowie) – polski organista, kompozytor (mszy, motetów, studiów organowych) i dyrygent.

## Życiorys
Urodził się 5 października 1884 w Tłuczani koło Wadowic. Ukończył Konserwatorium Muzyczne Wł. Żeleńskiego w Krakowie (25 czerwca 1907). Pierwsze posady organistowskie to parafie: Zielonki, Gaj,  Mogiła, oraz Żółkiew w woj. lwowskim, gdzie pisał utwory na chór, orkiestrę dla tamtejszych zespołów. Należał do Towarzystwa Gimnastycznego „Sokół" (brał udział m.in. w odsłonięciu pomnika Władysława Jagiełły w Krakowie).  
Z chwilą  wybuchu I wojny światowej został wcielony do armii austriackiej. W 1915 roku dostał się do niewoli rosyjskiej i wywieziony został na Sybir, gdzie przebywał do 1918. W niewoli, dzięki pomocy potomków dawnych zesłańców, w miejscowości Tiumeń (Syberia) mógł zająć się muzyką. Udzielał lekcji fortepianu, prowadził orkiestrę dętą i smyczkową (pisząc na ich potrzeby utwory własne lub instrumentując utwory innych kompozytorów). W 1918 wraz z całym oddziałem jeńców czeskich, polskich i austriackich został wywieziony do Władywostoku. Po zakończeniu I wojny światowej okrętem angielskich linii oceanicznych, płynąc dookoła Azji prawie rok, dotarł do Polski.   
W 1920 wrócił z Żółkwi w swoje rodzinne strony i objął posadę organistowską w Wadowicach. W wadowickim Gimnazjum im. M. Wadowity uczył śpiewu i prowadził chór męsko-chłopięcy, w którym m.in. śpiewał Mieczysław Kotlarczyk, późniejszy założyciel Teatru Rapsodycznego. W 1924 roku dostał posadę w krakowskim Kościele św. Floriana, gdzie pracował przez niemal 30 lat. Przy Kościele św. Floriana założył stały chór męski. Największym sukcesem tego chóru i jego dyrygenta była II nagroda na Zjeździe Chórów Kościelnych w Krakowie. Działalności profesora została poświęcona jedna z gablot na Wystawie z okazji 40-lecia pontyfikatu Jana Pawła II. Poza tym prowadził chóry: kolejowy, chóry w Gimnazjum żeńskim Królowej Jadwigi, w Gimnazjum im. Jaworskiego oraz w Gimnazjum im. Nowodworskiego (w tymże gimnazjum prowadził również orkiestrę dętą i symfoniczną - napisał Marsz im. B. Nowodworskiego). 
Był prezesem związku zawodowego organistów oraz członkiem komisji kwalifikacyjnej organistów. Uczył również w przemyskiej szkole organistowskiej. W Fabryce Organów Braci Biernackich w Krakowie był konsultantem muzycznym. Pod jego opieką powstało wiele organów, m.in. w Makowie i Rybnej. Prócz pracy zawodowej był autorem wielu utworów organowych i wokalnych, niektóre zostały wydane w USA. Był też prezesem Krakowskiego Klubu Szachistów w latach 1945 oraz 1948/9. 
W 1938 został odznaczony Srebrnym Krzyżem Zasługi.